# شهرستان نوو دوور مازوویتسکی
شهرستان نوو دوور مازوویتسکی (به لهستانی: Powiat Nowy Dwór Mazowiecki) یک شهرستان در لهستان است که در استان ماسوویان واقع شده‌است. شهرستان نوو دوور مازوویتسکی ۶۹۱٫۶۵ کیلومتر مربع مساحت و ۷۵٬۷۳۶ نفر جمعیت دارد.